# オーランド・ジョーンズ
オーランド・ジョーンズ（Orlando Jones、1968年4月10日 - ）は、アメリカ合衆国アラバマ州出身の俳優、コメディアン、声優である。

## 来歴
1968年にアラバマ州モービルに生まれた。父親はフィラデルフィア・フィリーズに所属するプロ野球選手だった。10代の時に南カリフォルニアへ移住し、地元の高校へ進学。高校卒業後はサウスカロライナ州にあるチャールストン大学へ進学するが、1990年代に中退した。ちなみに初の演劇経験はお化け屋敷の狼男役だった。もともとエンターテイメント業界に興味を持っていたジョーンズは、後にコメディアンであるマイケル・フェッチャーと共に製作会社を設立。自身が製作した作品にはマイケル・ジョーダンを起用したマクドナルドのCMがある。初のハリウッドでの仕事は脚本家で、ビル・コスビーが原案を務めた黒人キャストのシットコム、『A Different World』。後にジョーンズ自身もゲストとして出演を果たした。特に彼を成功に導いたのは、人気テレビ番組の『マッドTV!』への出演。レギュラーキャストとして登場し、1995年から1997年まで同番組のレギュラーを務めた。さらに1999年から2002年までは、コマーシャルにおいてソフトドリンクのセブンアップのスポークスマンとしても登場した。
映画へもコンスタントに出演しており、デイヴィッド・ドゥカヴニー、ジュリアン・ムーアら共演のコメディ『エボリューション』や、ガイ・ピアース主演のSF映画『タイムマシン』、ニック・キャノン主演の青春ドラマ『ドラムライン』のコーチ役などで知られている。近年においてはジョン・C・ライリー主演のアドベンチャー映画『ダレン・シャン』への出演で、渡辺謙とも共演した。声優としてもテレビアニメなどに声の出演をしている。

## 出演作品

### 映画
| 公開年 | 邦題 原題                                                                     | 役名                       | 備考           |
| ------ | ----------------------------------------------------------------------------- | -------------------------- | -------------- |
| 1998   | Sour Grapes                                                                   | Digby                      |                |
| 1998   | Woo                                                                           | Sticky Fingas              |                |
| 1999   | リストラ・マン Office Space                                                   | スティーヴ                 |                |
| 1999   | フロム・ダスク・ティル・ドーン3 From Dusk Till Dawn 3: The Hangman's Daughter | エズラ                     | ビデオ映画     |
| 1999   | リバティ・ハイツ Liberty Heights                                              | リトル・メルヴィン         |                |
| 1999   | マグノリア Magnolia                                                           | ワーム                     |                |
| 2000   | リプレイスメント The Replacements                                             | クリフォード・フランクリン |                |
| 2000   | 悪いことしましョ! Bedazzled                                                   | ダニエル／ダン／ダニー     |                |
| 2001   | ダブル・テイク Double Take                                                    | ダリル・チェイス           |                |
| 2001   | ギリーは首ったけ Say It Isn't So                                              | ディグ                     |                |
| 2001   | エボリューション Evolution                                                    | ハリー                     |                |
| 2002   | タイムマシン The Time Machine                                                 | ボックス                   |                |
| 2002   | ドラムライン Drumline                                                         | リー監督                   |                |
| 2003   | バイカーボーイズ Biker Boyz                                                   | ソウル・トレイン           |                |
| 2003   | ニューオーリンズ・トライアル Runaway Jury                                     | ラッセル                   |                |
| 2004   | 最高のともだち House of D                                                     | スーパーフライ             |                |
| 2007   | カニング・キラー/殺戮の沼 Primeval                                            | スティーヴン・ジョンソン   |                |
| 2007   | セックス・アンド・ザ・バディ I Think I Love My Wife                           | ネルソン                   | クレジットなし |
| 2008   | Misconceptions                                                                |                            |                |
| 2009   | ダウト 〜偽りの代償〜 Beyond a Reasonable Doubt                               | ベン                       |                |
| 2009   | ダレン・シャン Cirque du Freak: The Vampire's Assistant                       | アレクサンダー・リブス     |                |
| 2011   | ザ・プロジェクト Seconds Apart                                                | ランプキン刑事             |                |
| 2013   | マキシマム・ソルジャー Enemies Closer                                         | クレイ                     |                |

### テレビシリーズ
| 放映年    | 邦題 原題                                               | 役名                     | 備考                               |
| --------- | ------------------------------------------------------- | ------------------------ | ---------------------------------- |
| 2003      | ガールフレンズ Girlfriends                              | ダレン・ルーカス         | 1エピソード                        |
| 2004-2005 | Father of the Pride                                     | スナック                 | 14エピソード                       |
| 2006      | The Evidence                                            | ケイマン・ビショップ     | 8エピソード                        |
| 2006      | The Adventures of Chico and Guapo                       | Concepcion               | 8エピソード                        |
| 2007      | ゴースト 〜天国からのささやき Ghost Whisperer           | ケイシー・エドガーズ     | シーズン３第７話「悲しき霊能力者」 |
| 2008      | ニュー・アムステルダム New Amsterdam                    | ハロルド・ウィルコックス | 1エピソード                        |
| 2008      | プッシング・デイジー 恋するパイメーカー Pushing Daisies | マグナス                 | 1エピソード                        |
| 2010      | Dr.HOUSE House M.D.                                     | マーカス・フォアマン     | 1エピソード                        |
| 2011      | ダニーのサクセス・セラピー Necessary Roughness          | ラザルス・ローリンズ     | 2エピソード                        |
| 2011      | CSI:マイアミ CSI: Miami                                 | ローレンス・キングマン   | 1エピソード                        |
| 2017-     | アメリカン・ゴッズ American Gods                        | ミスター・ナンシー       | メイン                             |

### テレビアニメ
- キング・オブ・ザ・ヒル King of the Hill (1998)

### テレビ番組
- マッドTV! MADtv (1995-1997)

## 参照
1. ↑  Pearlman, Cindy (2000年8月13日). “Orlando Jones”. Chicago Sun-Times